# Kostiantyn Wizionok
Kostiantyn Petrowycz Wizionok, ukr. Костянтин Петрович Візьонок (ur. 27 marca 1976 w Armiańsku) – ukraiński piłkarz grający na pozycji napastnika.

## Kariera piłkarska

### Kariera klubowa
Wychowanek Szkoły Sportowej Rezerw Olimpijskich w Symferopolu. 11 czerwca 1993 rozpoczął karierę piłkarską w Tytanie Armiańsk. Latem 1997 wyjechał do Rosji, gdzie został piłkarzem klubu Sportakadiemkłub Moskwa. W następnym roku przeniósł się do Bałtiki Kaliningrad, w składzie której debiutował w Rosyjskiej Wyższej Lidze. Podczas przerwy zimowej w sezonie 1998/99 wrócił do Tytanu Armiańsk. Latem 1999 wyjechał do Izraela, gdzie potem bronił barw klubów Maccabi Ironi Kirjat Atta i Hapoel Ironi Riszon le-Cijjon. Po tym jak zimą 2003 otrzymał kontuzję nogi, był zmuszony rehabilitować, dlatego kontynuował występy w amatorskim zespole Helios Charków. W 2004 wrócił po raz kolejny do rodzimego Tytanu Armiańsk. Podczas przerwy zimowej sezonu 2004/05 zasilił skład Stali Dniprodzerżyńsk. Na początku stycznia 2007 powrócił do Heliosu Charków, który grał w Ukraińskiej Pierwszej Lidze. W lipcu 2008 przeszedł do Komunalnyka Ługańsk. Po rozwiązaniu klubu, wrócił do po raz trzeci do Tytanu Armiańsk, w którym zakończył karierę piłkarską w roku 2012.

## Sukcesy i odznaczenia

### Sukcesy klubowe
Tytan Armiańsk
- mistrz Ukraińskiej Drugiej Ligi, gr. B: 2009/10